# FAM231C
FAM231C (англ. Family with sequence similarity 231 member A) – білок, який кодується однойменним геном, розташованим у людей на 1-й хромосомі. Довжина поліпептидного ланцюга білка становить 169 амінокислот, а молекулярна маса — 18 266.
| 10         |  | 20         |  | 30         |  | 40         |  | 50         |
| ---------- |  | ---------- |  | ---------- |  | ---------- |  | ---------- |
| MVSSKGLWKE |  | RPSAHTSECF |  | STTACPVAFI |  | LLVWNSQTPA |  | GLQSLCTGRH |
| PSLSARAQRA |  | GPRASREEGT |  | FWTERVGQER |  | WLIRSGSSQN |  | ESQEDQGAGL |
| ISQAGLKADN |  | RRESSTWANE |  | VEDRRPQCTP |  | ALNLTPSHPH |  | PPHSLTTFLR |
| SVIGIQIPPG |  | LVAAGGTVA  |  |            |  |            |  |            |

A: Аланін

C: Цистеїн

D: Аспарагінова кислота

E: Глутамінова кислота

F: Фенілаланін

G: Гліцин

H: Гістидин

I: Ізолейцин

K: Лізин

L: Лейцин

M: Метіонін

N: Аспарагін

P: Пролін

Q: Глутамін

R: Аргінін

S: Серин

T: Треонін

V: Валін